# Бизовець (Русенська область)
Би́зовець (болг. Бъзовец) — село в Русенській області Болгарії. Входить до складу общини Две-Могили.

## Населення
За даними перепису населення 2011 року у селі проживали 859 осіб.
Національний склад населення села:
| Національність   | Кількість осіб | Відсоток |
| ---------------- | -------------- | -------- |
| болгари          | 423            | 52,5%    |
| турки            | 204            | 25,3%    |
| цигани           | 176            | 21,8%    |
| не визначились   | 0              | 0%       |
| Всього відповіли | 806            |          |

Розподіл населення за віком у 2011 році:
Динаміка населення: